# Pébrac
Pébrac ist eine französische Gemeinde mit 115 Einwohnern (Stand 1. Januar 2022) im Département Haute-Loire in der Region Auvergne-Rhône-Alpes (vor 2016 Auvergne). Sie gehört zum Arrondissement Brioude und zum Kanton Gorges de l’Allier-Gévaudan. Die Einwohner werden Pipéraçois genannt.

## Geographie
Pébrac liegt etwa 30 Kilometer westsüdwestlich von Le Puy-en-Velay. Das Gemeindegebiet wird vom Fluss Desges durchquert.
Nachbargemeinden von Pébrac sind Chanteuges im Norden, Saint-Julien-des-Chazes im Nordosten, Charraix im Osten, Venteuges im Süden und Südwesten, Chazelles im Westen sowie Langeac im Nordwesten.

## Bevölkerungsentwicklung
| Jahr                       | 1962 | 1968 | 1975 | 1982 | 1990 | 1999 | 2006 | 2017 |
| -------------------------- | ---- | ---- | ---- | ---- | ---- | ---- | ---- | ---- |
| Einwohner                  | 300  | 263  | 233  | 201  | 178  | 136  | 126  | 114  |
| Quellen: Cassini und INSEE |      |      |      |      |      |      |      |      |

## Sehenswürdigkeiten
- Kloster Notre-Dame, 1062 gegründet, seit 2001 Monument historique

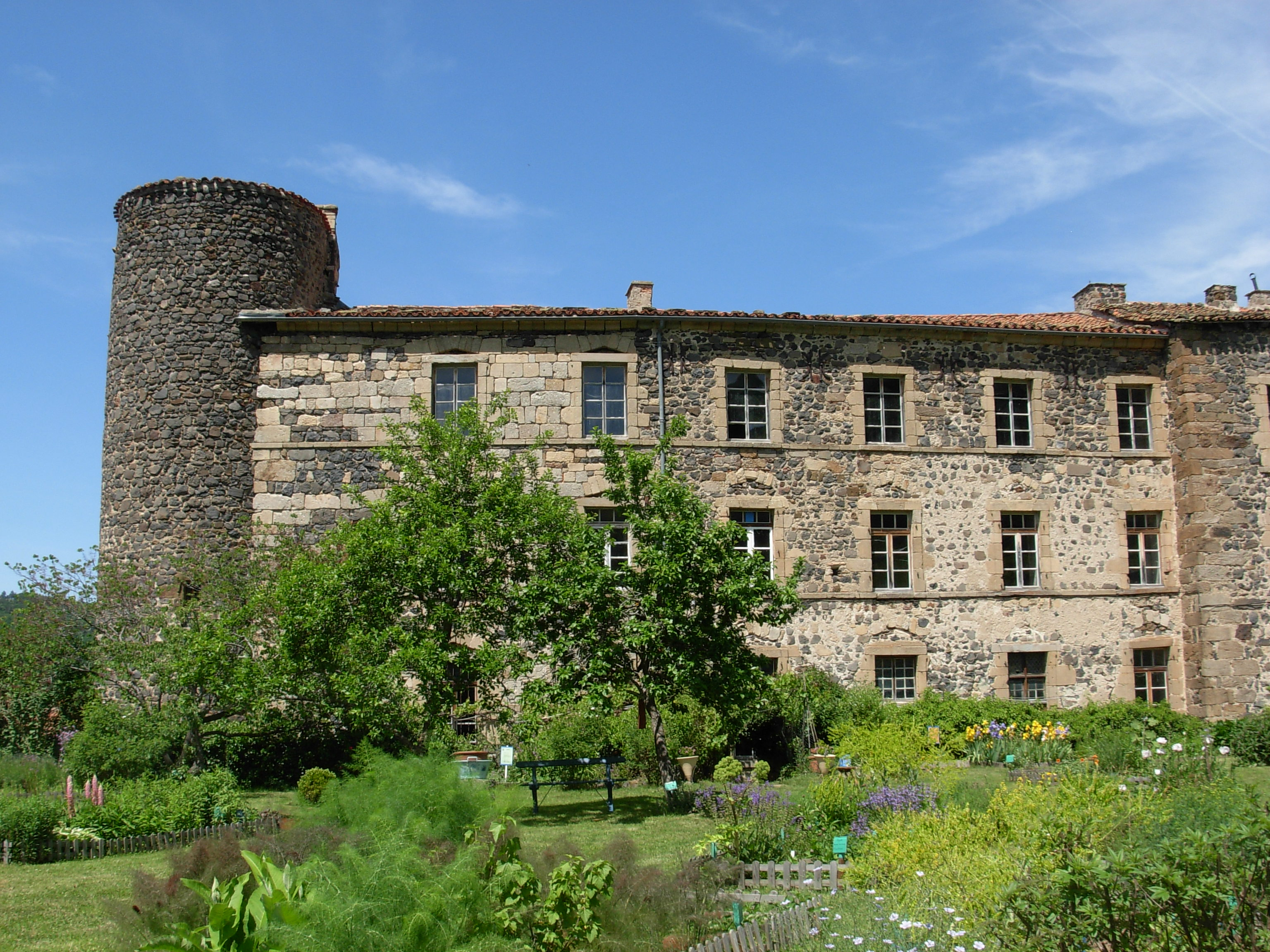
Kloster Notre-Dame

## Persönlichkeiten
- Jean-Jacques Olier (1608–1657), Priester, Gründer des Ordens von Saint-Sulpice, Abt in Pébrac